# Suleiman Nyambui
Suleiman Nyambui, född den 13 februari 1953, är en tanzanisk friidrottare inom långdistanslöpning.
Han tog OS-silver på 5 000 meter vid friidrottstävlingarna 1980 i Moskva. Detta silver var Tanzanias första olympiska medalj i olympiska sammanhang. Till och med Tanzanias deltagande i sommar-OS 2012 har det inte blivit fler medaljer.